# 中村仲蔵 (落語)

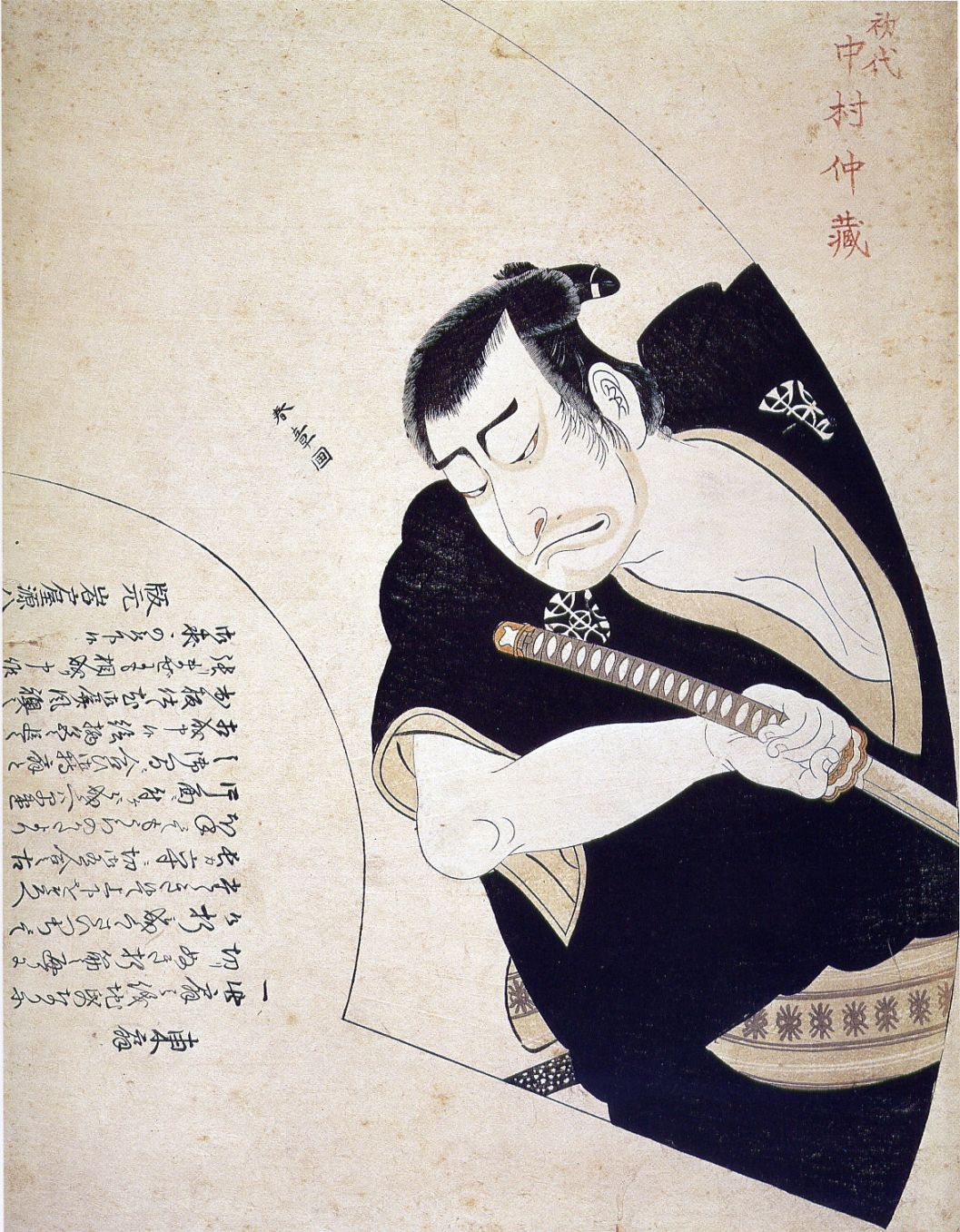
初代中村仲蔵の斧定九郎。勝川春章画。

『中村仲蔵』（なかむらなかぞう）は講談および古典落語の演目。人情噺。落語では『蛇の目傘』の名で演じられることもある。最下級の役者階級である「稲荷町（いなりまち）」から出て江戸三座の座頭にまで出世した大役者である初代中村仲蔵が出世していく様を、『仮名手本忠臣蔵』の五段目・斧定九郎のエピソードをメインに据えて語られる。

## あらすじ
江戸時代中期。後に大役者として知られる中村仲蔵は出自は舞踊家の養子で、二代目中村傳九郎 （後の八代目中村勘三郎）に師事して13の時にその才能を見込まれて役者の道に入ったという来歴を持つ。当時の役者社会は厳格な階級社会であり、下から「稲荷町」「中通り（ちゅうどおり）」「相中（あいちゅう）」「上分（かみぶん）」「名題下（なだいした）」、そして最高の「名題」とあり、下は台詞も一言あるか無いかの端役しか貰えず、重要な役は名題や名題下と決まっていた。このため、重要な役をやるにはまず階級を上げねばならないが、芸の世界でも、実力より血筋が重要視されており、大役者の血筋であれば大根役者でもやがては名題が当たり前で、対して家柄無ければまずは稲荷町からであり、さらにどんなに実力と人気があっても稲荷町から出た者は名題にはなれないという不文律があった。仲蔵もまた家柄が無いため、最初は稲荷町であった。
ある時、仲蔵は大詰の端役である伝令役において台詞が飛んでしまう。すると仲蔵は機を見計らって主役を演じる座頭の四代目市川團十郎に駆け寄ると、小声で「台詞を忘れました」と伝える（観客からは普通の演技に見える）。それを聞いた團十郎は仲蔵がいなくても問題ないように自分の台詞を直して舞台を続け、そのまま観客に気づかれることなく見事終わる。舞台後、仲蔵はクビを言い渡される覚悟で團十郎に謝罪に向かうが、團十郎は怒っておらず、むしろ機転と度胸を示して舞台を壊さなかった仲蔵の力量を褒め、目をかけるようになる。
その後、仲蔵はどんな端役であっても工夫を忘れず、「芸きちがい」と呼ばれるほど一心不乱に芸を磨いて人気も出る。やがて異例の早さで名題下まで出世を果たすが、例の不文律と同僚たちの嫉妬も加わり、名題にはしてもらえない。しかし、29の時に團十郎が反対の声を抑える形でついに仲蔵は、稲荷町出身で初の名題へと出世する。間もなく、本来は名題の中でも更に座頭格である曽我物の工藤祐経の大役が回ってくるが仲蔵はこれを見事に演じきり、さらに声望を高める。
明和3年（1766年）のこと。舞台では『仮名手本忠臣蔵』が演じられることになるが、仲蔵に渡されたのは五段目の斧定九郎のみであった。当時、定九郎は名題下の役である上に、五段目は見どころがなく、観客が弁当を食べるために設けられた「弁当幕」という蔑称があるほどであった。定九郎は五万三千石の家老の息子という設定こそあるが、彼自身は忠臣蔵の本筋にはまったく関係がない脇役であり、劇中では山中で老人に追い剥ぎを行ってこれを殺し、その後すぐに猟師の流れ弾であっけなく死ぬ。さらにその風体はどてらを着た野暮な山賊そのものであり、人気の出ようがない。多少の工夫程度では意味がなく、さすがの仲蔵も困ってしまう。
それから仲蔵は柳島の妙見様（法性寺）に日参し、新たな工夫を授かるよう神頼みを行うも日は過ぎていく。ついに諦めたその日、帰路で夕立に遭い、蕎麦屋で雨宿りをしていると一人の下級旗本が店に入ってくる。見れば良い顔立ちの男で、月代の伸びた頭に、黒羽二重の袷の裏を取った着物に茶献上の帯をしている。破れた蛇の目傘に、濡れた髪を握って雫を落とす様など、仲蔵はこれだと見惚れ、妙見様のご利益だとして出会った下級旗本の風体を元に役作りを始める。
初演当日。五段目に入るが観客も話の筋は熟知しており、弁当幕として休憩しようとする。そこに、定九郎演じる仲蔵が登場する。それは皆が知る山賊姿ではなく、破れた蛇の目傘を持つ白塗りの浪人であり、初めて見るその所作に観客は感じ入って息を呑む。ところが仲蔵は観客からの掛け声（大向う）が出ないため、しくじってしまったと内心で焦る。その後も、血糊を使うなど斬新で鮮やかな演出を行うもやはり掛け声はない。観客たちはあまりにも見入って声が出なくなっているだけであったが、それに気づかず仲蔵は自信を失ってしまう。
舞台後、すぐに家に帰ってきた仲蔵は、芝居で失敗したので江戸にはいられないから上方へ行くと妻に伝えるが、そこに團十郎（もしくは師匠の伝九郎）の使いが来る。叱られると思い芝居小屋へ戻った仲蔵を團十郎はその工夫と名演を褒め、今後は仲蔵の定九郎が型になるであろうと言う。これが今日に知られる定九郎の役となり、仲蔵の大出世として話は締めくくられる。

## 解説
8代目林家正蔵（林家彦六）が得意とし、最後は團十郎から褒美として煙管を貰った仲蔵に、女房が「煙に巻かれないかい」と心配する落ち（サゲ）で終わる。6代目三遊亭圓生は、史料に基づいて話を肉付けし、工藤祐経の演出の一件で仲蔵は戯作者・金井三笑と確執を持つようになり、嫌がらせとして金井が定九郎役を振ったことになっている。また圓生のサゲは、失敗したと思い死のうと思っていたと明かした仲蔵に対し、伝九郎が「お前を仏にできるか。役者の神様だ」と返すものであった。
講談では六代目神田伯山が得意とし、真打ち昇進及び六代目襲名披露興行の大初日にも中村仲蔵を披露した。伯山の中村仲蔵は、出自の低さや同僚たちの嫉妬、最後に成功に気づくまで引っ張る点など、より出世話として強調された翻案となっている。